# Róbert Berény

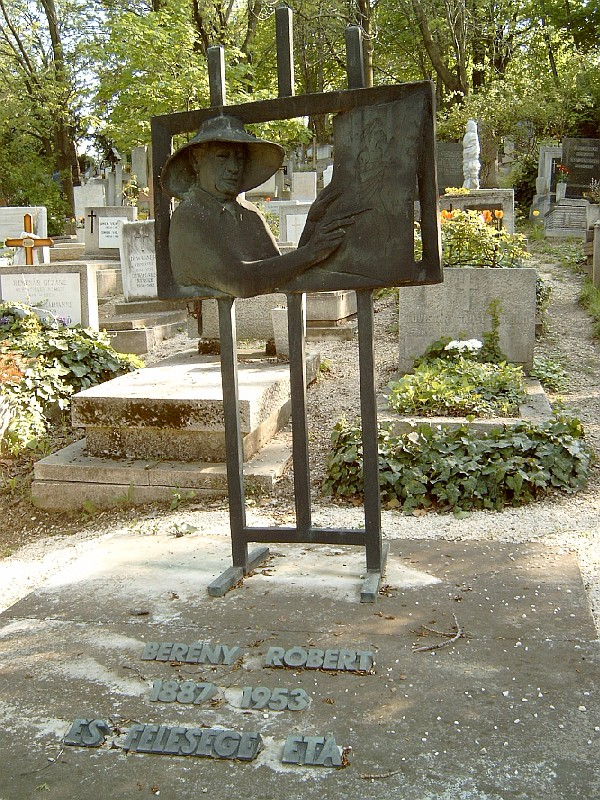
Het graf van Róbert Berény

Róbert Berény (Boedapest, 18 maart 1887 — aldaar, 10 september 1953) was een Hongaarse schilder. Hij behoorde tot de avant-gardegroep bekend als A Nyolcak (Hongaars voor 'De Acht'), die het kubisme en expressionisme introduceerde in de Hongaarse kunst. Hij studeerde en exposeerde in Parijs als jonge man en wordt tegenwoordig gerekend tot de Hongaarse Fauves.

## Vroege jaren
In 1904 kreeg Berény op 17-jarige leeftijd een aantal maanden schilderles van de schilder Tivadar Zemplényi, voordat hij zijn studie voortzette in Parijs. Daar werd hij vooral beïnvloed door de schilderkunst van Paul Cézanne en andere aanhangers van het fauvisme, een kunststroming die toentertijd erg populair was in de Franse hoofdstad.

## Carrière
Berény is vooral bekend om zijn interpretatie van het kubisme en expressionisme, die hij ontwikkelde in samenwerking met de zeven andere schilders van A Nyolcak, namelijk Károly Kernstok, Lajos Tihanyi, Béla Czóbel, Dezső Czigány, Ödön Márffy, Dezső Orbán en Bertalan Pór. De groep werd beïnvloed door de Franse schildersstijlen waarmee Berény in Parijs in aanraking was gekomen en ze hadden hun eerste tentoonstelling in Boedapest in het jaar 1909. Een tweede tentoonstelling volgde in 1911, waarbij ze zichzelf identificeerden als A Nyolcak.
In 1919 nam Berény deel aan het kunstleven onder de regering van de Hongaarse Radenrepubliek en leidde de afdeling voor schilderwerken in het kunstdirectoraat. Toen in hetzelfde jaar de republiek viel, emigreerden Berény en andere Hongaarse artiesten naar Berlijn. Hier specialiseerde Berény zich verder in het kubisme en expressionisme tot hij terugkeerde naar Hongarije in 1926.
In 1945, tijdens de Tweede Wereldoorlog, werd Berény's atelier verwoest, waarbij een groot aantal van zijn werken verloren ging. Toen de oorlog voorbij was werd hij leraar aan de Hongaarse Hogeschool voor de Kunsten in Boedapest. Hij stierf acht jaar later.

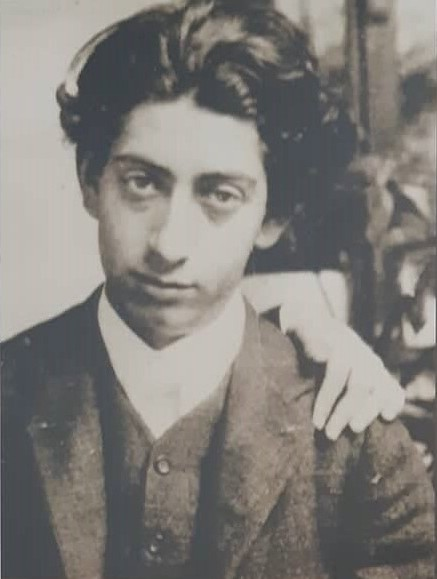
Portretfoto (ca. 1920)
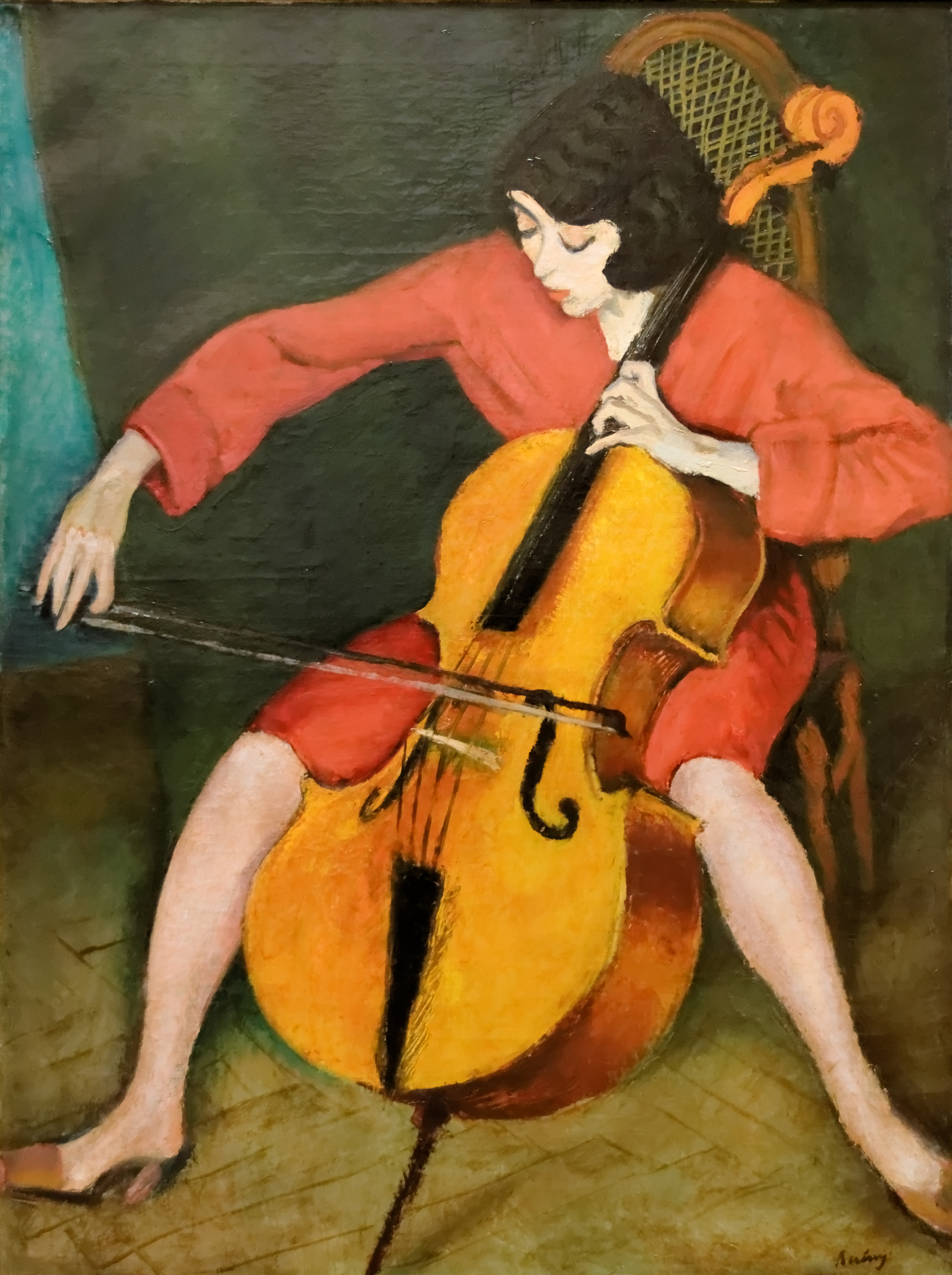
Cellist (1928)
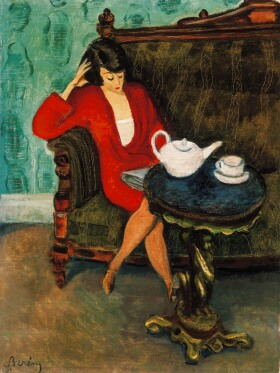
Nő a zöld szobában (Vrouw in groene kamer, 1929)

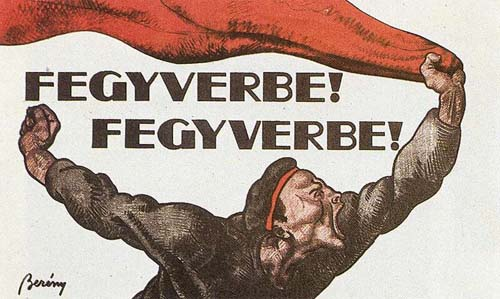
Fegyverbe! (Te wapen!, 1918)
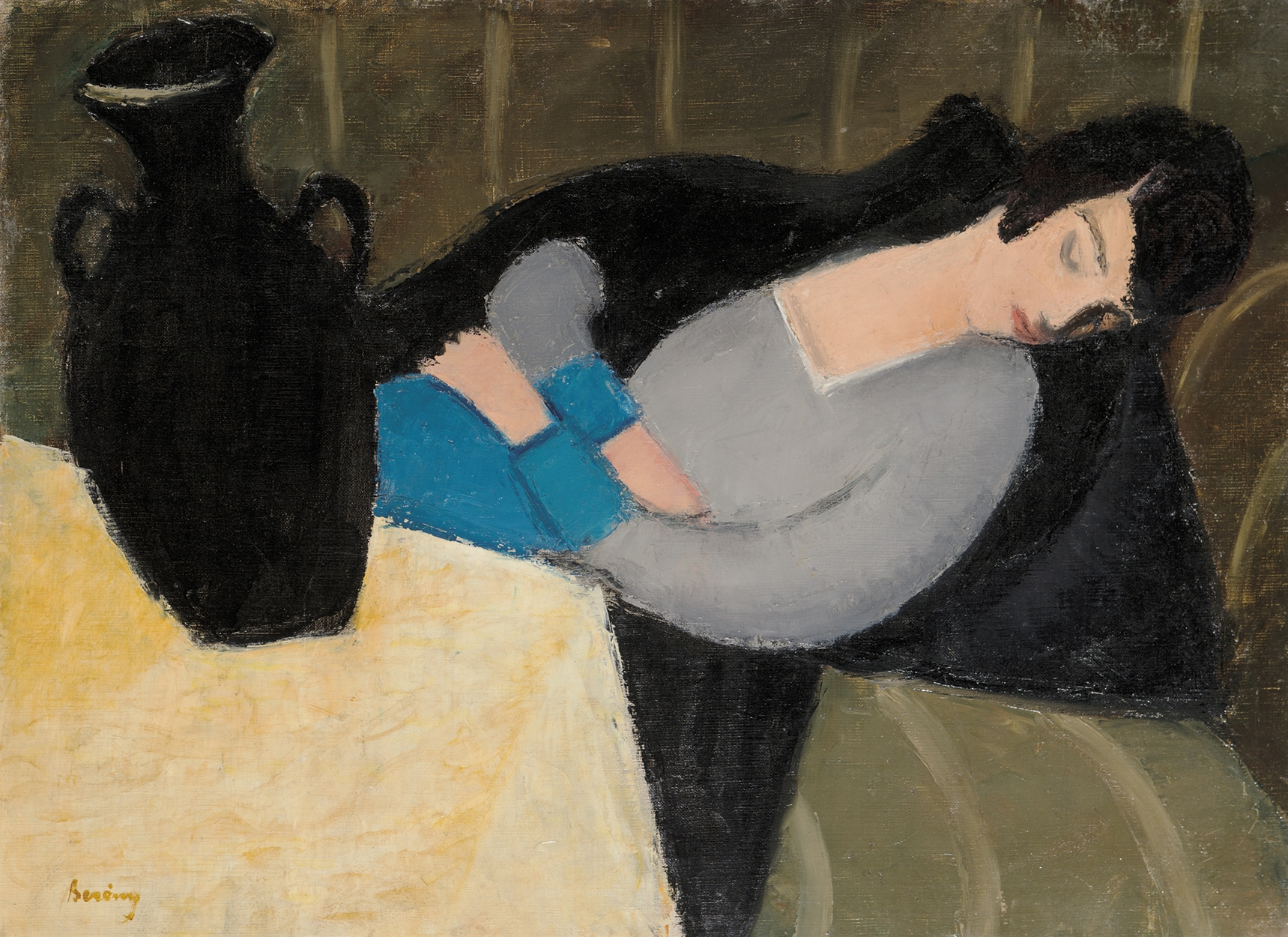
Alvó nő fekete vázával / Alvó nő (Liggende vrouw, 1927-28)
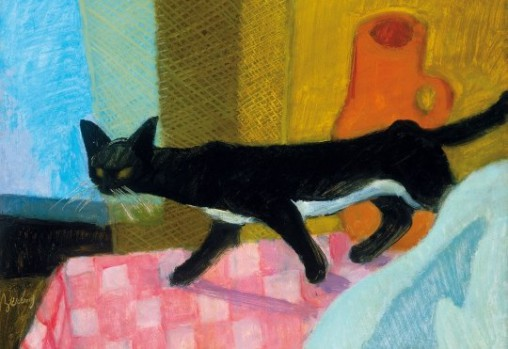
Macska és csendélet (Kat en stilleven, 1929-30)

## Nalatenschap
Sinds de tweede helft van de twintigste eeuw bestaat er een hernieuwde interesse in de Hongaarse vroege modernistische artiesten.
De 'Slapende Dame met Zwarte Vaas', een sinds 1928 verloren gewaand schilderij van Berény, werd toevallig teruggevonden in 2009 door kunsthistoricus Gergely Barki, toen hij de film Stuart Little (1999) bekeek met zijn dochter. In een scène van de film was het schilderij als decorstuk gebruikt; een medewerker van de studio had het in een antiekzaak in Californië gekocht en na de opnames mee naar huis genomen. Op 13 december bracht het schilderij op een veiling in Boedapest €229.500 op.
- Biblioteca Nacional de España: XX5256821
- Bibliothèque nationale de France: cb12405978r (data)
- Gemeinsame Normdatei: 124551688
- International Standard Name Identifier: 0000 0000 7833 0887
- Library of Congress Control Number: n83011799
- MusicBrainz: 47b85372-e527-4f4c-ab34-074028f7395d
- Nationale Bibliotheek van Israël: 987007274425805171
- Réseau des bibliothèques de Suisse occidentale: 02-A018915395
- RKD-Nederlands Instituut voor Kunstgeschiedenis: 6805
- Istituto Centrale per il Catalogo Unico: MODV267599
- SNAC: w6sn81m1
- Système universitaire de documentation: 033165416
- Union List of Artist Names: 500010168
- Virtual International Authority File: 44384837
- WorldCat: E39PBJwRPXktqxwJy3ywbHyw4q